# Agalakote, Malur
Agalakote là một làng thuộc tehsil Malur, huyện Kolar, bang Karnataka, Ấn Độ.